# Паулінос Медіоланський
Паулін Диякон, також Паулінос Медіоланський — нотаріус Амвросія Медіоланського та його біографом. Його твір є єдиним життям Амвросія, заснованим на оповіді сучасності, і був написаний на прохання Августина з Гіппо; датується 422 роком.

## Проти пелагіанів
У Карфагені в 411 р. він виступив проти Пелагія Целестія. Офіційні процедури були описані Августином у «Про первородний гріх». Паулінос висунув шість тез, що визначають погляди Пелагія як єресь; Целестій відмовився стати пресвітером у Карфагені, натомість переїхав до Ефесу.
У 417 році Паулінос був викликаний до Риму, щоб виправдати себе. За підтримки місцевої влади він відмовився виступати перед папою Зосимою; у 418 р. Папа взяв до уваги міру підтримки антипелагіанської позиції і засудив і Целеста, і Пелагія.